# Leah Jamieson
Leah H. Jamieson (* 27. August 1949 in Trenton, New Jersey, Vereinigte Staaten) ist eine US-amerikanische Ingenieurin und Hochschullehrerin. Sie ist Ransburg Distinguished Professor für Elektrotechnik und Informationstechnik an der Purdue University und hat eine Ehrenanstellung an der School of Engineering Education an der Purdue University. Sie war 2007 Präsidentin und CEO des Institute of Electrical and Electronics Engineers (IEEE) und von 2012 bis 2016 Präsidentin der IEEE Foundation. Sie ist Mitbegründerin und ehemalige Leiterin des EPICS – Engineering Projects in Community Service – Programms.

## Leben und Werk
Jamieson erhielt 1972 ihren Bachelor of Science in Mathematik vom Massachusetts Institute of Technology. An der Princeton University erwarb sie 1974 den Master of Arts und den Master of Science Engineering. Sie promovierte 1977 in Electrical Engineering and Computer Science bei Kenneth Steiglitz mit der Dissertation: A Pattern Classification Algorithm.
Von 1976 bis 1982 war sie Assistent Professor an der School of Electrical Engineering der Purdue University, anschließend bis 1986 Associate Professor und dann dort bis 2002 Professorin. Sie wurde 2002 Ransburg Professor of Electrical and Computer Engineering und 2006 Ransburg Distinguished Professor of Electrical and Computer Engineering.
Von 1990 bis 1994 war sie Direktorin des Graduiertenprogramms für Elektrotechnik an der Purdue University, von 1994 bis 1996 Direktorin für die Zulassung von Hochschulabsolventen, 2002 vorläufige Leiterin der Fakultät für Elektrotechnik und Computertechnik und ab 2004 stellvertretende Dekanin für Ingenieurwissenschaften für die Grundausbildung.

## Engineering Projects in Community Service
Jamieson ist Mitbegründerin und ehemalige Direktorin des EPICS-Programms (Engineering Projects in Community Service). EPICS ist ein Engineering-Design-Programm, das in einem Service-Learning-Kontext arbeitet. Im Rahmen des EPICS-Programms erwerben Studententeams akademische Anrechnungspunkte für mehrjährige, multidisziplinäre Projekte, die ingenieur- und technologiebasierte Probleme für gemeinnützige Organisationen und Bildungsorganisationen lösen. EPICS-Programme wurden 1995 an der Purdue University ins Leben gerufen und an 16 weiteren Universitäten und einer weiterführenden Schule eingerichtet.
Jamiesons Aktivitäten im Zusammenhang mit EPICS wurden 1997 mit dem Chester F. Carlson Award for Innovation in Engineering Education der American Society for Engineering Education (mit Edward J. Coyle) und 2000 mit dem Harriet B. Rigas „Outstanding Woman Engineering“ der IEEE Education Society ausgezeichnet. Sie war 2001 eine der ersten sieben Empfängerinnen des NSF Director's Award for Distinguished Teaching Scholars, wurde 2003 in Purdues Book of Great Teachers aufgenommen und 2002 von der Carnegie Foundation und dem Council zur Indiana Professorin des Jahres ernannt.

## Aktivitäten im Institute of Electrical and Electronics Engineers
Jamieson wurde 2007 zur IEEE-Präsidentin gewählt. Sie ist ehemalige Präsidentin der IEEE Signal Processing Society, war 2003 IEEE-Vizepräsidentin für technische Aktivitäten, 2005 IEEE-Vizepräsidentin für Publikationsdienste und -produkte, Vorsitzende des New Technology Directions Committee der IEEE und Mitglied des IEEE-Vorstands und Exekutivkomitee.
Sie war Mitherausgeberin der IEEE Transactions on Acoustics, Speech, and Signal Processing (1986–1987) und der IEEE Transactions on Parallel and Distributed Systems (1991–1994) sowie Mitglied des Redaktionsausschusses der Proceedings of the IEEE (2000–2001). Sie wurde mit einer IEEE Third Millennium Medal (2000) und dem Meritorious Service Award 2003 der IEEE Signal Processing Society ausgezeichnet.

## Weitere Aktivitäten
Jamieson war von 1998 bis 2000 Mitglied des Beratungsausschusses des NSF Directorate for Computer and Information Science and Engineering (CISE).  Sie war von 1998 bis 2007 gewähltes Mitglied und von 1999 bis 2001 Sekretärin des Vorstands der Computing Research Association (CRA) und war Programm-Co-Vorsitzende der CRA Snowbird Conference 2002. Sie war Mitglied der externen Beiräte der Fakultät für Elektrotechnik und Computertechnik der Northwestern University und der Fakultät für Elektrotechnik der Princeton University.
Jamieson war von 1996 bis 1999 Co-Vorsitzende  des Ausschusses für den Status von Frauen in der Computerforschung (CRA-W) der Computing Research Association. Sie war 1997 Mitglied der Presidential Task Force on Women's Issues an der Purdue University und von 1999 bis 2000 Mitorganisatorin des Committee on the Status of Women an der Purdue University. Sie ist Gründungsvorsitzende des Women Faculty in Engineering Committee an der Purdue University.
Jamieson wurde mit dem Helen B. Schleman Gold Medallion von Purdue für ihr Engagement für Studentinnen und dem Violet B. Haas Award des Purdue Council on the Status of Women ausgezeichnet.  Sie hielt 2002 eine Grundsatzrede bei der Grace Hopper Celebration of Women in Computing und war eine von 18 Frauen, die in der Broschüre Women in Computer Science vorgestellt wurden, die 1996 vom Ausschuss für den Status von Frauen in der Computerforschung der CRA herausgegeben wurde.

## Forschung
Jamieson forscht in den Bereichen Sprachanalyse und Spracherkennung, Design und Analyse von Parallelverarbeitungsalgorithmen und Anwendung der Parallelverarbeitung auf die Bereiche der digitalen Sprach-, Bild- und Signalverarbeitung.
Sie ist Autorin von über 160 Zeitschriften- und Konferenzbeiträgen und Mitherausgeberin der Bücher Algorithmically Specialized Parallel Computers (Academic Press, 1985) und The Characteristics of Parallel Algorithms (MIT  Press, 1987).
Jamieson ist verheiratet und hat eine Tochter.

## Auszeichnungen und Ehrungen (Auswahl)
- 2000: Harriett B. Rigas Outstanding Woman Engineering Educator Award der IEEE Education Society[5]
- 2001: Fellow Award der IEEE Women in Engineering
- 2005: Bernard M. Gordon Prize
- Award for Distinguished Teaching Scholars, National Science Foundation
- Harriet B. Rigas „Outstanding Woman Engineering Educator“ Award der IEEE Education Society
- 2007: „Women of Vision Award for Social Impact“ des Anita Borg Institute
- 2011: Mitglied der American Academy of Arts and Sciences
- 2013: IEEE Richard M. Emberson Award
- 2014: Ehrendoktorwürde der Drexel University
- 2018: Ehrendoktorwürde des New Jersey Institute of Technology
- 2020: IEEE James H. Mulligan, Jr. Education Medal

## Veröffentlichungen (Auswahl)
- mit T.A. Rice: A Parallel Algorithm for Finding the Roots of a Polynomial. IEEE Trans. Computers, Vol. C-38, 1989.
- mit M.A. Yoder: Simulation of a Word Recognition System on Two Parallel Architectures. IEEE Trans. Computers, Vol. C-38, No. 9, 1989.
- mit E.C. Bronson, T.L. Casavant: Experimental Application-Driven Architecture Analysis of an SIMD/MIMD Parallel Processing System. IEEE Trans. Parallel and Distributed Systems, Vol. 1, No. 2, 1990.